# Naso lopezi
Naso lopezi és una espècie de peix marí pertanyent a la família dels acantúrids.

## Descripció
- Pot arribar a fer 60 cm de llargària màxima.
- Cos allargat.
- 5 espines i 27-30 radis tous a l'aleta dorsal i 2 espines i 26-30 radis tous a l'anal.[1][2]

És un peix marí, associat als esculls i de clima tropical (30°N-12°S) que viu entre 6 i 20 m de fondària. Es troba des del sud de Honshu (el Japó) fins a la Gran Barrera de Corall, Nova Caledònia, les illes Similan (mar d'Andaman), Guam i Tonga.
És inofensiu per als humans.